# 内蒙古秀体蚤
内蒙古秀体溞（学名：Diaphanosoma mongolianum）为仙达溞科秀体溞属的动物。在中国大陆，分布于内蒙古等地，主要栖息于大型湖泊内。该物种的模式产地在内蒙古。